# 南へ走れ、海の道を!
『南へ走れ、海の道を!』（みなみへはしれ、うみのみちを）は、佐木隆三が1986年に発表した小説。また、これを原作とした1986年公開の日本映画である。

## 映画
1986年8月30日公開。配給：松竹富士。キャッチ・コピーは「一瞬、野獣」。

### キャスト
- 岩城滉一（富島亮）
- 安田成美（石山礼子）
- 峰岸徹（石垣銀次）
- スティーブ・ビラ（マックス）
- 畑正憲（獣医・西村義昭）
- 柳葉敏郎（富島哲）
- 米山善吉（輝）
- 小沢仁志（安）
- 麻生肇（敏）
- 原吉実（平島豊）
- 苅谷俊介（金城秀一）
- 鰐淵晴子（玉城ハルエ）
- 長門裕之（久米刑事）
- 室田日出男（桐生一行）
- 萩原健一（権藤竜二）

### スタッフ
- 監督：和泉聖治
- 製作：奥山和由
- プロデューサー：鍋島寿夫、進藤淳一
- 原作：佐木隆三
- 脚本：和泉聖治
- 撮影：佐々木原保志
- 照明：磯貝誠
- 美術：藤原和彦
- 録音：信岡実
- 編集：鍋島惇
- 製作担当：近藤恒彦
- 音楽：笹路正徳
- 音楽プロデューサー：坂井洋一
- 助監督：山田大樹
- 擬闘：國井正廣
- 特殊効果：納富貴久男、唐沢裕一
- 効果：小島良雄（東洋音響）
- 選曲：杉山篤
- 録音スタジオ：にっかつスタジオセンター
- 現像：東京現像所
- 製作協力：ライトヴィジョン
- 製作：松竹富士、東北新社、創映新社、ジャパン・オーディオ・ビジュアルネットワーク

### 主題歌
- 主題歌『愛だけあれば』
  - 歌唱：尾崎紀世彦 & 三浦秀美
  - 作詞：高見信吾 作曲：小田裕一郎 編曲：笹路正徳
- 挿入歌『星をながめながら』
  - 歌唱：尾崎紀世彦 & 三浦秀美
  - 作詞：JIM&SHOW 作曲：羽場仁志 編曲：笹路正徳

※主題歌と挿入歌を収録したシングルは、ポリスターから発売された（1986年8月25日発売、D07C-1013）。

### 製作
奥山和由松竹プロデューサーは、「（1984年の）『海燕ジョーの奇跡』の勢いで作りました」と述べている。沖縄を舞台とした復讐劇という内容も似ており、ほぼ姉妹編。『海燕ジョーの奇跡』は、主人公が高飛びしてフィルピンパートも半分を占め、場面の変化があったが、本作は沖縄のみで全編が終了する。話にひねりもなく、見どころは全編を通じて展開される激しい暴力描写と当時19歳の安田成美の美貌。

#### 脚本&キャスティング
奥山は脚色作業について「和泉聖治監督とオリジナルストーリーを作りました」と述べている。岩城が日本人ではあまりやらない太い髭を生やしているのは、『ル・ジタン』の頃のアラン・ドロンのイメージ。奥山は「岩城さんはクールなイメージがありますけど、現場で朝から晩まで喋り続ける人です」と話している。ヤクザの若頭を演じる峰岸徹はある事件で沖縄に逃亡中で、中華料理屋の隅っこのテーブルで酒を飲んでいたところで、出演を交渉したという。クライマックスになだれ込むのに強烈な印象を求められる主人公の背中を押す広島の暴力団組長役で、萩原健一に特別出演を頼んだ。広島弁は話さない。奥山が思い付きで萩原にお願いしたら、あっさり「いいよ、俺でよきゃやるよ」と返事をもらった。沖縄の現場に到着した萩原を迎えに行ったら、迫力を出すためか、自身のアイデアで眉毛を全部剃ってきた。奥山が思わず吹き出したら、萩原は不機嫌になり、迫力のある人相でいきなりギャラの話をし始めた。初対面の役者が現場でプロデューサーとギャラを交渉するなんて有り得ない。萩原は「こっちの希望金額言っておくよ。500ね」と言った。出演シーンは最終盤の3カット、3～5分程度で拘束は5時間だったことから、奥山は「時給100万なんてとんでもない！」と反論したら「俺は時間を売っているんじゃない。映画に関わったときの萩原健一の名前の価値だ！」「予算にとてもはまらないですよ！」「俺は眉毛まで剃ったんだぞ！」「頼んでもないじゃないですか！」「もう生えてこなかったら1,000万だからな！」「じゃ生えてきて元通りになったら半額にします！」などと周りのスタッフが怯えるほどの口論があった。映画の撮影終了後、萩原サイドからギャラの請求があるだろうと待っていたが連絡がなく、萩原のマネージャーに連絡を取り、「現場でケンカしてはっきり金額を決めていないですよ。眉毛戻ったでしょ。本人に聞いてくれますか」と頼んだら、萩原から電話があり「あれは奥山さんへの友情だから、いらないよ。それよりさあ、デ・ニーロがアル・カポネ役の特別出演で髪の毛抜いたそうだよ（『アンタッチャブル』で髪の毛を剃った）。やっぱ一流はやること同じだわ」と言ったため、「そうだよね、萩原さんとデ・ニーロってどこか似てるよね」と持ち上げたら、「今度はデニーロなみの出演料で頼むよ！」と言った。

#### 撮影
奥山は「岩城滉一に柳葉敏郎、室田日出男、峰岸徹ら、かっこいい不良にかわいいヒロイン・安田成美に、何をやっても楽しい現場だった」などと話している。

### DVD
封切から25年を経た2011年12月21日に「あの頃映画 松竹DVDコレクション」の一環として松竹からDVDが発売された。